# Ристичева палата
Ристичевата палата (на македонска литературна норма: Ристиќева палата) е сграда в столицата на Северна Македония, Скопие, разположена на централния площад на града „Македония“, на южния бряг на Вардар. Днес Ристичевата палата е офис сграда.

## История
Изградена е в 1926 г. за фармацевта Владислав Ристич от голямата сърбоманска фамилия Хаджиристич, чийто най-виден представител е скопският кмет Спиро Хаджиристич. Горните етажи на сградата оригинално са жилищни, а долните – офисни. Днес обаче цялата сграда е офисна.
Проектът е на архитекта Драгутин Маслач, а конструкцията на Данило Станкович, който е автор и на скулптурите. Ристичевата палата е една от малкото сгради, които не пострадват в Скопското земетресение в 1963 година. Сградата е обявена за паметник на културата.
- В 1926 г., годината на изграждане
- Осветена през нощта
- Детайл от скулптурите на сградата
- Изглед към Ристичевата палата през площад „Македония“